# Sărmașu
Sărmașu (Hongaars: Nagysármás) is een stad (oraș) en gemeente in het Roemeense district Mureș. De gemeente telde 7493 inwoners in 2002 en het aantal was in 2011 gezakt tot  6.942 inwoners.
Naast de stad bestaat de gemeente uit de volgende zeven dorpen: Balda (Báld), Larga (Lárga), Moruț (Marocháza), Sărmășel (Kissármás), Sărmășel-Gară (Bánffytanya), Titiana (Titiána) en Vișinelu (Csehtelke).
De gemeente maakt onderdeel uit van de streek Mezőség (Zevenburgse Vlakte).

## Geschiedenis
Sarmasu was oorspronkelijk een Roemeens dorpje. In 1798 ging de bevolking over van de Orthodoxe Kerk naar de Roemeense Grieks-Katholieke Kerk. In 1886 kwam het landgoed rond het dorp in handen van de Hongaarse staat. Deze liet 127 Hongaarse (Gereformeerde) families (Zie: Hongaarse Gereformeerde Kerk) overkomen naar het dorp uit het comitaat Veszprém (West-Hongarije). Verder trokken er naderhand ook Hongaarse families uit Transsylvanië naar het dorp. In 1910 was de meerderheid van de bevolking Hongaars en vormden de Roemenen een minderheid. Nog circa 36% van de Hongaren was afstammeling van de Hongaren uit Veszprém.
In 1918 werd de gemeente met de rest van Transsylvanië onderdeel van Groot-Roemenië. In 1940 werd een groot gebied van Noord-Transsylvanië weer toegewezen aan Hongarije. Sarmasu bleef echter in Roemeense handen. In 2003 kreeg Sarmasu van de Roemeense overheid stadsrechten.

## Bevolking stad
- 1850 in totaal 745 inwoners waarvan 645 Roemenen, 59 Roma en 39 Hongaren; 704 Grieks-katholiek, 35 rooms-katholiek en 6 gereformeerd.
- 1910 in totaal 2101 inwoners waarvan 1326 Hongaren en 762 Roemenen; 1147 gereformeerd, 765 Grieks-katholiek, 115 rooms-katholiek, 51 joods en 18 evangelisch.
- 2002 in totaal 3877 inwoners waarvan 1988 Roemenen, 1539 Hongaren en 343 Roma; 2175 orthodox, 1159 gereformeerd, 403 adventist, 64 Grieks-katholiek en 27 rooms-katholiek.

Bevolking gemeente in 2011: 6942 inwoners waarvan 4549 Roemenen, 1504 Hongaren en 695 Roma.
Bevolking stad in 2011: 3546 inwoners.
Steden met gemeentestatus: Târgu Mureș · Sighișoara · Reghin · Târnăveni

Steden zonder gemeentestatus: Iernut · Luduș · Sovata · Miercurea Nirajului · Sărmașu · Sângeorgiu de Pădure · Ungheni